# Vladimir Șișelov
Vladimir Aleksandrovici Șișelov (rusă Владимир Александрович Шишелов) (n. 8 noiembrie 1979 în Apșheronsk, URSS) este un fotbalist uzbec care în prezent evoluează la echipa rusă FC Metallurg-Kuzbass Novokuznetsk în Prima Divizie Rusă.
El a jucat 28 de meciuri la naționala Uzbekistanului între 2000 și 2007, marcând 11 goluri.
Șișelov a câștigat Cupa Moldovei în 2003 jucând la Zimbru Chișinău.